# Panarthropoda
Panarthropoda je životinjski takson koji kombinuje razdele Arthropoda, Tardigrada i Onychophora, kladu Lobopodia, i klasu Dinocaridida. Sve studije ne podržavaju njegovo postojanje, ali većina to čini, uključujući neuroanatomske, mitogenomske i palaeontološke studije. 